# Großenkneten
Großenkneten è un comune di 13.576 abitanti della Bassa Sassonia, in Germania.
Appartiene al circondario (Landkreis) di Oldenburg (targa OL).

## Geografia fisica

### Frazioni
Großenkneten conta 19 frazioni (tra parentesi il numero di abitanti al 14 luglio 2014): Ahlhorn (6.441), Amelhausen (120), Bakenhus (48), Bissel (319), Döhlen (461), Großenkneten (2.637), Hagel (32), Halenhorst (237), Haschenbrok (79), Hengstlage (136), Hespenbusch-Pallast (78), Hosüne (569), Huntlosen (1.831), Husum (60), Sage (623), Sage-Haast (290), Sannum (217), Steinloge (128), Westrittrum (106).